# Vườn quốc gia Francois Peron
Vườn quốc gia Francois Peron là một vườn quốc gia ở bán đảo Peron Tây Úc, Úc, 726 km về phía bắc Perth, và nằm trong ranh giới của vùng di sản thế giới vịnh cá mập. Các thị trấn gần nhất là Denham, nằm ở rìa nam của vườn quốc gia và Carnarvon có cự ly 80 kilômét (50 mi) về phía bắc.